# Aulacus planiceps
Aulacus planiceps är en stekelart som först beskrevs av Gyöö Viktor Szépligeti 1903.  Aulacus planiceps ingår i släktet Aulacus och familjen vedlarvsteklar. Inga underarter finns listade.